# Matt Rife
Matt Rife, pseudonimo di Matthew Steven Rife (Columbus, 10 settembre 1995), è un comico e attore statunitense.

## Biografia
Matt Rife è nato a Columbus, Ohio, e cresciuto a North Lewisburg. Successivamente ha vissuto a New Albany e Mount Vernon. Sviluppa una passione per la comicità a partire dall'adolescenza, iniziando a esibirsi in pubblico all'età di 15 anni.
Nel 2017 è apparso nel programma di MTV The Challenge: Champs vs Stars. Nel 2019 prende parte alla competizione televisiva Bring the Funny, raggiungendo la semifinale della trasmissione. Negli anni successivi ha lavorato principalmente come stand-up comedian in spettacoli autoprodotti, tra cui Only Fans (2021) e Matthew Steven Rife (2023). Come attore è noto per essere stato ospite del programma televisivo d'improvvisazione Wild'n Out e per aver recitato come Brandon Bliss nella serie televisiva Brooklyn Nine-Nine e come Logan nella sitcom Fresh Off the Boat.  Ha successivamente recitato per il canale YouTube "Overnight" nel ruolo di un investigatore paranormale.
Nel dicembre del 2022 ha firmato un contratto con la Creative Artists Agency (CAA). Nel giorno di San Valentino del 2023 ha rilasciato il suo speciale Matthew Steven Rife. Sempre nel 2023, dopo aver guadagnato popolarità a livello internazionale grazie ai social media, Rife ha annunciato un tour mondiale della durata di oltre un anno che prevede esibizioni come stand-up comedian in Nordamerica, Europa e Australia. Nello stesso anno, la rivista Forbes lo sceglie come performer per l'evento "30 Under 30".

## Vita privata
Rife ha quattro sorelle: 3 sorellastre più grandi e una sorella più piccola. Suo padre si è suicidato all'età di 20 anni, quando Rife aveva solo 12 mesi.
È stato fidanzato con l'attrice Kate Beckinsale. Attualmente vive a Rhode Island.

## Filmografia

### Film
| Anno | Titolo                     | Ruolo                             | Appunti                                     | Riferimenti   |
| ---- | -------------------------- | --------------------------------- | ------------------------------------------- | ------------- |
| 2015 | Room 236                   | Matt / Premier Poker Club Orlando |                                             | [ 12 ]        |
| 2017 | Sophomore Year             | Jake Riker                        |                                             |               |
| 2018 | Black Pumpkin              | Flash                             |                                             | [ 13 ] [ 14 ] |
| 2018 | The Debt                   | Matt                              | Cortometraggio                              |               |
| 2019 | American Typecast          | Ladro n.2                         | Cortometraggio                              | [ 15 ]        |
| 2021 | After Masks                | Wolf                              | Segmento: Winners                           | [ 14 ]        |
| 2021 | L'ascensore                | Michele                           |                                             | [ 16 ] [ 17 ] |
| 2021 | Death Link                 | Darrin                            |                                             | [ 18 ]        |
| 2021 | Just Swipe                 | Colin                             |                                             |               |
| 2022 | North of the 10            | Matt Downes                       |                                             | [ 19 ]        |
| 2022 | The Curse of Wolf Mountain | James                             |                                             | [ 20 ] [ 21 ] |
| 2023 | Karma's a Bitch            | Kyle                              | Post-produzione                             | [ 22 ]        |
| 2023 | Candy Flip                 | Nathan                            | Post-produzione                             |               |
| 2023 | Trapped Inn                | Connor                            | Anche produttore esecutivo; post produzione | [ 23 ] [ 24 ] |
| 2023 | The Private Eye            | Mort Madison                      | Completato                                  | [ 25 ]        |
| 2023 | Don't Suck                 | Ethan                             | Completato                                  | [ 26 ] [ 27 ] |

### Televisione
| Anno      | Titolo                                          | Ruolo         | Appunti                  | Riferimenti               |
| --------- | ----------------------------------------------- | ------------- | ------------------------ | ------------------------- |
| 2014      | Average Joe                                     | Danny         | 3 episodi                | <nome riferimento=":3" /> |
| 2015–2017 | Wild 'n Out                                     | Se stesso     | 16 episodi               | [ 28 ]                    |
| 2015–2016 | Gamers Mania                                    | Doyle O'Doyle | 2 episodi                | [ 29 ]                    |
| 2016      | Wild 'N in tour                                 | Matt Rife     | 10 episodi               |                           |
| 2016      | WTH: Benvenuto a Howler                         | Jesse         | 7 episodi                | [ 30 ]                    |
| 2017–2018 | The Challenge: Champs vs. Stars                 | Se stesso     | 8 episodi                | [ 31 ]                    |
| 2019      | Brooklyn Nine-Nine                              | Brandon Bliss | Episodio: Il traditore   | <nome riferimento=":1" /> |
| 2019      | Stalked by My Doctor: A Sleepwalker's Nightmare | Leo           | Film per la televisione  | [ 32 ]                    |
| 2019      | Bring the Funny                                 | Se stesso     | Episodio: The Open Mic 1 | [ 33 ]                    |
| 2020      | Fresh Off the Boat                              | Logan         | Episodio: Io e mammina   | <nome riferimento=":1" /> |
| 2021      | Burb Patrol                                     | Alex          | 10 episodi               | [ 34 ]                    |

### Stand-up comedy
| Anno | Titolo                         | Appunti                                               | Rif./i        |
| ---- | ------------------------------ | ----------------------------------------------------- | ------------- |
| 2020 | ATL Comedy Arts Fest, Volume 2 | Anche autore                                          | [ 35 ] [ 36 ] |
| 2021 | Matt Rife: Only Fans           | Anche autore e produttore esecutivo; Speciale YouTube | [ 37 ]        |
| 2023 | Matthew Steven Rife            | Anche autore e produttore esecutivo; Speciale YouTube | [ 38 ]        |
| 2023 | Walking Red Flag               | Anche autore; Speciale YouTube                        | [ 39 ]        |
| 2023 | Natural Selection              | Anche autore e produttore esecutivo; Speciale Netflix |               |